# Кортни (род)
Кортни (Куртене) (англ. Courtenay) — знатный английский род французского происхождения, ветвь Первого дома Куртене. Первоначально название рода было французским — Куртене, но позже фамилия англизировалась и стала звучать как Кортни или Кортеней.

## История рода
Родоначальником рода был Рено, 4-й сеньор де Куртене. Во время Второго крестового похода он поссорился с королём Франции Людовиком VII, который в итоге конфисковал владения Рено и передал их своему младшему брату Пьеру, женив его на Елизавете, дочери Рено.
Возможно Рено был приверженцем Алиеноры Аквитанской, и после развода с Людовиком VII он отправился вслед за вторым мужем Алиеноры, Генрихом II Плантагенетом, в Англию. Там король даровал Рено владения в Беркшире. Там же Рено вторично женился. В 1161 году Генрих II присвоил Рено титул барона Саттона из Беркшира. Также Рено занимал должности шерифа Девона и кастеляна Эксетера.
От сыновей Рено пошли 2 ветви рода. Младший сын Рено, Роберт (умер в 1206/1209), унаследовал титул барона Саттона и владения в Беркшире. Но после смерти его сына Уильяма (ум. до 1214) ветвь угасла.

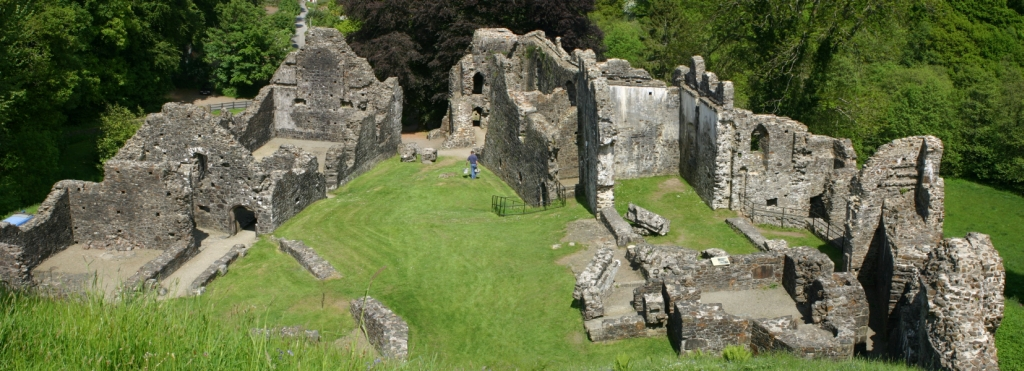
Замок Окгемптон — имение рода Кортни. Построен в конце XIII века, заброшен после казни Генри Кортни в 1539 году

Другая ветвь пошла от Роберта де Куртене из Окгемптона, внука Рено. Король Иоанн Безземельный в 1215 году даровал ему ряд владений в Девоне, а 31 июля 1219 года Роберт унаследовал Окгемптон. Кроме того, он женился на представительнице рода Редверсов — Мэри де Вернон, дочери Уильяма де Вернона, 5-го графа Девона, благодаря чему его правнук, Хью де Куртене (умер в 1340), в 1335 году после прекращения рода Редверсов унаследовал титул графа Девона и вошёл в круг высшей английской аристократии. Кроме того, сын Хью — Куртене, Хью, 10-й граф Девон, породнился с королевской семьёй, женившись на Маргарет Богун, внучке по матери короля Эдуарда I. Один из его сыновей, Уильям де Куртене (умер в 1396), в 1381 году стал архиепископом Кентерберийским.
В период войны Алой и Белой розы графы Девон поддержали партию Ланкастеров. Когда в 1461 году в сражении при Таутоне Ланкастеры потерпели сокрушительное поражение, а английский престол захватил Эдуард IV Йоркский, Томас де Куртене, 14-й граф Девон, был казнён, а его титулы и владения конфискованы. Во время короткого возвращения Ланкастеров к власти в 1470 году в правах графа был восстановлен Джон Куртене, но уже в 1471 году он погиб в битве при Тьюксбери, а титул был вновь конфискован. Со смертью Джона Куртене пресеклась старшая ветвь рода, однако представитель младшей линии Эдуард (умер в 1509), сражавшийся в сражении при Босворте в 1485 году, после вступления на английский престол Генриха VII Тюдора был пожалован титулом графа Девона. Его единственный сын, Уильям Куртене (умер в 1511), около 1495 года женился на Екатерине Йоркской, младшей дочери короля Эдуарда IV и наследнице йоркских претензий на корону, что вызвало неудовольствие Генриха VII. В 1503 году Уильям был арестован и лишён прав на владения и титулы дома. Лишь после смерти короля, Уильям был прощён, а в 1511 году получил титул графа Девон, но вскоре после этого умер.
Сын Уильяма Куртене Генри (умер в 1539), 2-й граф Девон, происходивший по прямой материнской линии от Эдуарда III, в начале правления Генриха VIII фактически являлся наследником английского престола, в случае, если бы Генрих умер, не оставив законных наследников. Он пользовался особым расположением короля, возглавлял переговоры о расторжении его брака с Екатериной Арагонской, руководил процессами против кардинала Уолси и Анны Болейн и осуществлял секуляризацию английских монастырей. В 1525 году Генри был пожалован титулом маркиза Эксетера. Однако в 1538 году Генрих VIII арестовал, а 9 января 1539 года казнил маркиза по обвинению в заговоре против короля. Владения и титулы Кортни были конфискованы. Сын Генри Эдвард (умер в 1556) оставался в заключении в Тауэре в течение 15 лет, пока не был прощён королевой Марией Тюдор. Он получил обратно часть наследственных владений, а в 1553 году стал графом Девон. Однако королевское происхождение Эдварда и подозрения в интригах с принцессой Елизаветой вскоре привели к падению графа. В 1554 году он был арестован по подозрению в соучастии в восстании Уайетта, а в следующего году изгнан из Англии. Эдвард Куртене скончался в 1556 году в Падуе, возможно будучи отравлен, а его владения разделены между представителями младшей линии дома Кортни. Графский титул, однако, не был признан за наследниками Эдварда.

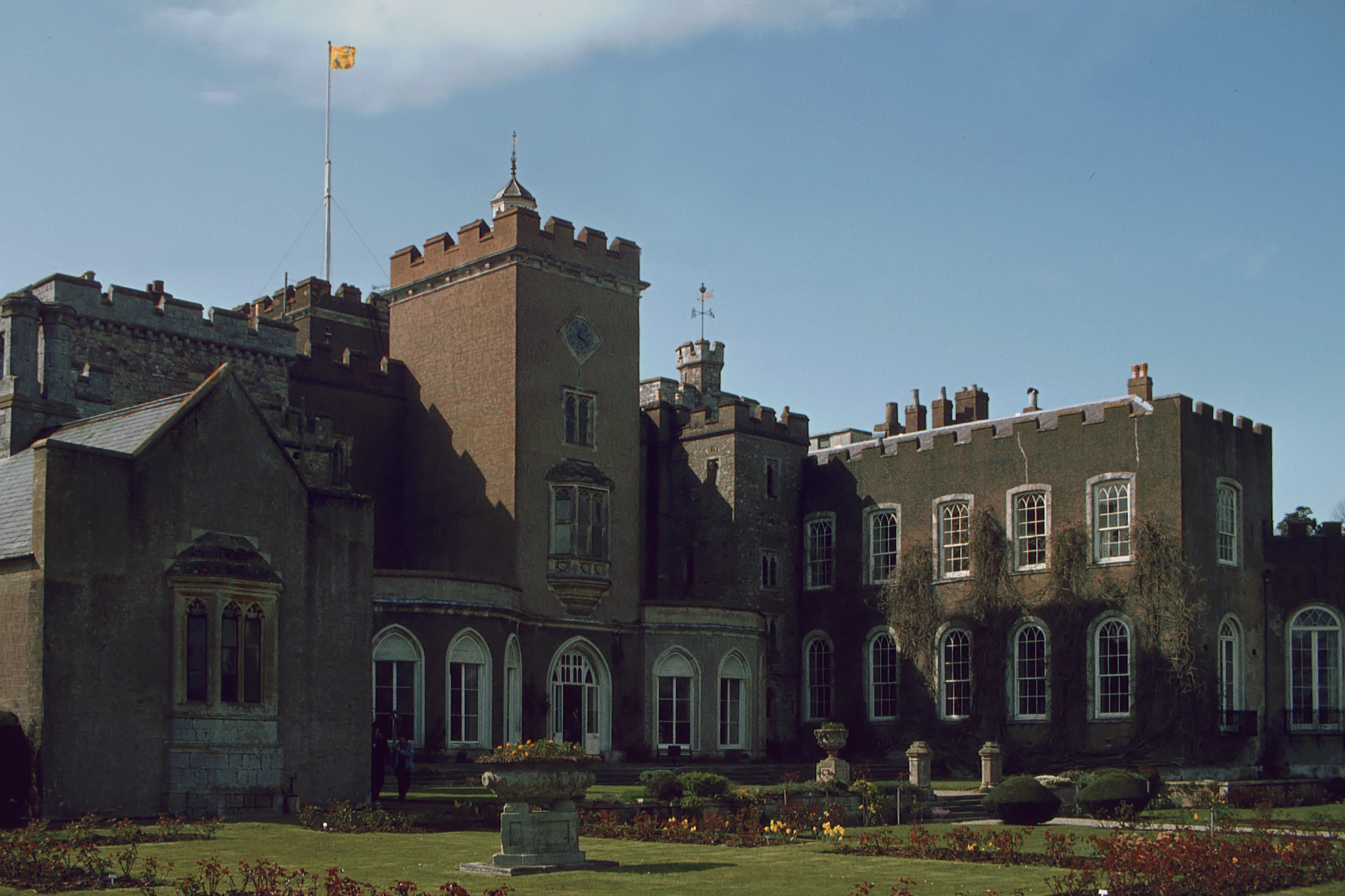
Замок Паудерем — резиденция современных Кортни

Представители младшей рода Куртене оставались в Девоне, ведя жизнь сельских джентльменов и не участвуя в политике. Их резиденцией был замок Паудерхем. В 1645 году, в период Английской революции XVII века глава рода Кортни получил титул баронета, а в 1762 году был учреждён титул виконта Кортни из Паудерхема. 3-й виконт Кортни, Уильям, основываясь на дословном прочтении акта 1553 года о даровании титула графа Девон, смог в 1831 году убедить Палату лордов парламента Великобритании, что титул графа Девона должен был наследоваться не только прямыми потомками Эдварда Кортни, но и прочими его наследниками мужского пола из рода Кортни. В результате Уильям был признан 9-м графом Девон.
В настоящее время носителем титула является бывший калифорнийский адвокат Чарльз Кортни, 19-й граф Девон (родился в 1975), сын Хью Руперта Кортни (1942—2015), 18-го графа Девон. Его наследник — Джек Кортни (род. 2009) использует в качестве «титула учтивости» титул лорда Куртене, хотя формально титулы барона Куртене и виконта Куртене из Паудерема перестали существовать в 1835 году со смертью Уильяма, 9-го графа Девон. Резиденцией графов остаётся замок Паудерем недалеко от Эксетера.

## Генеалогия
Рено (Реджинальд) де Куртене (ок. 1100 — 27 сентября 1194), сеньор де Куртене ок. 1145—1150/1155, 1-й барон Саттон из Беркшира с 1161; 1-я жена: с ок. 1120/1130 Елена (Елизавета) (ок. 1113 — ок. 1153), дочь Фредерика дю Донжон; 2-я жена: Хафиза д’Авранш (ум. 1 августа 1209), дочь Роберта д’Авранша и Матильды Авенил.
- (от 1-го брака) Гильом де Куртене (ум. до 1190); жена: Мод (Мария) Фиц-Роберт (ум. 1224), дочь Роберта Фиц-Эдит, барона Окхамптона (незаконнорождённого сына короля Англии Генриха I) и Мод д’Авранш
  - N (ум. до 1194)
  - (?) Рено де Куртене (ум. после 1184/1204)
- (от 1-го брака) Рено (ок. 1125 — 27 сентября 1194[1] или 1 августа 1209[4])
  - Роберт де Куртене из Окгемптона (ум. 26 июля 1242), лорд Окхамптон с 1219, шериф Девона и Оксфордщира, родоначальник Куртене из Окгемптона; жена: Мари де Вернон (ум. после 1244), дочь Уильяма де Вернона, 5-го графа Девона, и Мабиль де Бомон, вдова Уильяма де Прео
    - Джон де Куртене из Окгемптона (ум. 3 мая 1274), лорд Окхамптон с 1242; жена: Изабелла де Вер (до 1235 — 11 августа 1299), дочь Хью де Вера, 4-го графа Оксфорд, и Хафизы де Квинси

  - Хью де Куртене из Окгемптона (25 марта 1249 — 28 февраля 1292), лорд Окхамптон с 1274; жена: Элеанора ле Диспенсер (ум. 11 октября 1328), дочь Хью ле Диспенсера, 1-го барона Диспенсера, и Эйлин (Эйливы) Бассет
    - Хью де Куртене из Окгемптона (ок. 1276 — 23 декабря 1340), лорд Окхамптон с 1292, 1-й барон Куртене с 1299, Хранитель Девона и Корнуольского берега с 1324, 1/9-й граф Девон с 1235; жена: с 1292 Агнес де Сент-Джон (1274/1275 — 11 июня 1345), дочь Джона де Сент-Джона из Бесинга и Элис де Фиц-Пьер
      - Джон де Куртене (ум. до 11 июля 1349)
      - Хью де Куртене (12 июля 1303 — 2 мая 1377), 2/10-й граф Девон и 2-й барон Куртене с 1340; жена: Маргарет де Богун (ум. 16 декабря 1391), дочь Хамфри де Богуна, 4-го графа Херефорда, и Елизаветы Рудланской
        - сэр Хью де Куртене Младший (22 марта 1327 — до 2 сентября 1349); жена: с 1341 Элизабет де Вер (ум. 23 сентября 1375), дочь Джона де Вер, 7-го графа Оксфорд, и Мод де Бадлсмер
          - Хью де Куртене (ум. 20 февраля 1374), 3-й барон Куртене с 1371; 1-я жена: ранее мая 1361 Маргарет де Бриан (ум. после 1361), дочь Гая де Бриана, 1-го барона Бриана, и Элизабет де Монтегю; 2-я жена: с 5 сентября 1363 Матильда де Холланд (ок. 1359 — до 13 апреля 1392), дочь Томаса Холланда и Джоанны Прекрасной Девы Кента

        - Маргарет де Куртене (ум. 2 августа 1385); муж: с ок. 1332/1333 Джон де Кобем (ум. 10 января 1408), 3-й барон Кобем
        - Элизабет де Куртене (ум. 7 августа 1395); 1-й муж: с 1341 Джон де Вер (ок. декабря 1335 — до 23 июня 1350); 2-й муж: с ок. июля 1359 сэр Эндрю Латерел из Шатона
        - Томас де Куртене
        - Эдуард де Куртене из Гудрингтона (ум. ок. 1364/1372); жена: Эммелин Дауни (ум. 1372), дочь сэра Джона Дауни
          - Эдвард де Куртене Слепой граф (ок. 1357 — 5 декабря 1419), 3/11-й граф Девон и 4-й барон Куртене с 1377, адмирал Запада в 1383—1385, маршал Англии в 1385; жена: Матильда, возможно дочь Томаса де Кемойса, 2-го барона Кемойса
            - сэр Эдвард де Куртене (ок. 1388 — август 1418), лорд Куртене, адмирал с 1418; жена: с 1409/1410 Элеанор Мортимер (ок. 1395 — после января 1414), дочь Роджера Мортимера, 4-го графа Марч, и Алиеноры Холланд
            - Хью де Куртене (1389 — 16 июня 1422), 4/12-й граф Девон и 5-й барон Куртене с 1419; жена: Анна Толбот, дочь Ричарда Толбота, 4-го барона Толбота, и Анкарет ле Стрейндж
              - Томас де Куртене (1414 — 3 февраля 1458), 5/13-й граф Девон и 6-й барон Куртене с 1422; жена: Маргарет Бофорт (ок. 1409 — ноябрь 1449), дочь Джона Бофорта, 1-го графа Сомерсета, и Анны Толбот
                - Томас де Куртене (1432 — 3 апреля 1461), 6/14-й граф Девон и 7-й барон Куртене с 1458; жена: после 9 сентября 1456 Мария дю Мэн, незаконнорождённая дочь Карла IV, графа Мэна
                - Генри де Куртене (ум. 17 января 1469), титулярный граф Девон с 1461
                - Джон Куртене (ок. 1435 — 4 мая 1471), 7/15-й граф Девон и 8-й барон Куртене с 1470
                - Джоан де Куртене; 1-й муж: сэр Роджер Клиффорд (умер в 1485); 2-й муж: сэр Уильям Найветт
                - Элизабет де Куртене; муж: сэр Хью Конвей

            - Элизабет де Куртене (умерла 28 октября 1471); 1-й муж: Джон Харингтон (около 1383/1384 — 11 февраля 1418), 4-й барон Харингтон; 2-й муж: между маем 1426 и 9 октября 1427 Уильям Бонвилл из Чеутона (умер 18 февраля 1461), 1-й барон Бонвилл

          - сэр Хью де Куртене из Гудрингтона (умер 5/6 марта 1425); 1-я жена: Элизабет Коган (около 1373/1374 — 29 октября 1397), дочь Уильяма Когана из Бемптона и Изабеллы Лоринг из Челгрейва, вдова сэра Фалька Фиц-Уорена, 5-го барона Фиц-Уорена; 2-я жена: Филиппа Арседен, дочь сэра Уорена Арседена и Элизабет Толбот; 3-я жена: Матильда Бомон, дочь сэра Джона Бомона из Шервелла и Элизабет Бонвилл
          - (от 2-го брака) Джоан Кортни; 1-й муж: сэр Николас Кэрью (умер в 1446); 2-й муж: сэр Роберт де Вер
          - (от 3-го брака) Маргарет Кортни; муж: сэр Теобальд Гренвилл
          - (от 3-го брака) сэр Эдвард Кортни
          - (от 3-го брака) сэр Хью Кортни из Боконнока (около 1426 — 5 мая 1471); жена: Маргарет Кэрминоу, дочь Томаса Кэрминоу и Джоан Хилл
            - Эдуард Куртене (умер 28 мая 1509), 1-й граф Девон с 1485; жена: Элизабет Кортни, дочь сэра Филиппа Кортни из Молланда и N Хингестон
              - Уильям Куртене (около 1475 — 9 июня 1511), 1-й граф Девон с 1511; жена: с ок. октября 1495 Кэтрин Йоркская (14 августа 1479 — 15 ноября 1527), дочь короля Англии Эдуарда IV и Елизаветы Вудвиль
                - Генри Куртене (около 1496 — 9 января 1539), 2-й граф Девон с 1511, 1-й маркиз Эксетер с 1525; 1-я жена: Элизабет Грей (ок. 25 марта 1505 — ок. 1516), 3-я баронесса Лайл (де-юре) с 1505; 2-я жена: с 25 октября 1519 Гертруда Блаунт (ум. 25 сентября 1558), дочь Уильяма Блаунта, 4-го барона Маунтжоя, и Элизабет Сэй
                  - (от 2-го брака) Генри Кортней (ум. ребёнком)
                  - (от 2-го брака) Эдуард Куртене (около 1526 — 18 сентября 1556), 1-й граф Девон с 1553

                - Эдвард Кортни (около 1497—1502)
                - Маргарет Кортни (ок. 1499 — до 15 апреля 1526); муж: примерно с 15 июня 1514 Генри Сомерсет (около 1496 — 26 ноября 1549), 2-й граф Вустер

            - сэр Уолтер Кортни (умер после 1484)
            - Матильда (Мод) Кортни (около 1445 — ?); муж: Джон Арундел из Толверна (около 1428 — ?)
            - Элизабет Кортни
            - Изабель Кортни; муж: Уильям Моэн
            - Флоренция Кортни; муж: Джон Трелауни

        - Джон де Куртене
        - Элеанор де Куртене
        - Кэтрин де Куртене (ум. 31 декабря 1399); муж: ранее 18 октября 1353 Томас Энгейн из Лакстона (1334/1335 — 29 июня 1367), 2-й барон Энгейн
        - Джиневра де Куртене
        - Уильям де Куртене (ум. 31 июля 1396), епископ Херефорда 1370—1375, епископ Лондона 1375—1381, архиепископ Кентерберийский с 1381
        - Хамфри де Куртене
        - Джон де Куртене
        - Изабелла де Куртене
        - сэр Филипп де Куртене из Паудерхема (ум. 1406); жена: с ок. 1380 Анна Уэйк, дочь Томаса Уэйка из Блисуорта и Алисы де Петешулл
          - ветвь Кортни из Паудерхема

        - сэр Питер де Куртене (ок. 1349 — 2 февраля 1409), констебль Виндзорского замка с 1390, капитан Кале с 1398

      - Роберт де Куртене
      - Томас де Куртене (ум. до 1377); жена: Мюриель де Моэльс (1322 — ?), дочь Джона де Моэльса, 4-го барона Моэльса, и Джоан Ловел
        - Маргарет де Куртене; муж: Томас Певерелл

      - Элеанора де Куртене; муж: Генри де Грей (ум. 1308), 1-й барон Грей из Коднора
      - Элизабет де Куртене (ум. после апреля 1364); муж: с 1329 Бартоломью де Лайл (1307/1308 — 15 августа 1345), барон Лайл

    - Филипп де Куртене (ум. 24 июня 1314)
    - Изабелла де Куртене (ум. после февраля 1323); муж: Джон де Сент-Джон (1271/1274 — до 4 апреля 1329), 1-й барон Сент-Джон из Бесинга
    - Эвелин де Куртене; муж: Джон Жиффар (ум. после 1327)
    - Эжелин де Куртене (ум. 10 октября 1335); муж: Роберт де Скейлс (1278/1279 — 20 марта 1324), 2-й барон Скейлс
    - Маргарет де Куртене; Джон де Мюлис

  - (?) Уильям де Треси
    - Генри де Треси
- (от 1-го брака) Елизавета де Куртене (1135/1145 — после 14 сентября 1205); муж: Пьер I де Куртене, сеньор де Куртене, 6-й сын короля Франции Людовика VI, родоначальник 2-го дома Куртене
- (от 1-го брака) Эльвида де Куртене; муж: Аваллон де Сегнеле
- (от 2-го брака) Роберт де Куртене (ум. 1206/1209), 2-й барон Саттон из Беркшира, шериф Камберленда, родоначальник угасшей ветви Куртене из Саттона; 1-я жена: с ок. 1174/1175 Матильда, дочь Рейнольда Фиц-Урса из Балвика и Беатрис де Лимси; 2-я жена: ранее 8 декабря 1195 Алиса Фиц-Дункан, леди Крокермоута и Аллердейла, дочь Уильяма Фиц-Дункана и Алисы де Румили, вдова Жильбера Пипара, шерифа Глостера и Херефорда
  - (от 1-го брака) Уильям де Куртене из Балвика (ум. до 1214), лорд Балвика, Апминстера и Моурла, лорд Монтгомери с 1207; жена: Ада де Данбар, дочь Патрика I, графа Данбара, и Ады Шотландской
  - (от 1-го брака) дочь; муж: Джон де Невилл (ум. после 1231)
- (от 2-го брака) Анжелин де Куртене (ум. после 1209); муж: Жильбер I Бассет (ум. ок. 1205/1206)
- (от 2-го брака) (?) Генрих де Куртене (ум. до 1231)

### Кортни из Паудерхема
сэр Филипп де Куртене из Паудерхема (ум. 1406); жена: с ок. 1380 Анна Уэйк, дочь Томаса Уэйка из Блисуорта и Алисы де Петешулл
- Ричард де Куртене (1382 — 15 сентября 1415), епископ Нориджа с 1413
- Джон де Куртене (ум. до 1415)
  - сэр Филипп Куртене из Паудерхема (ум. 1463); жена: Элизабет Хангерфорд, дочь сэра Уолтера Хангерфорда, 1-го барона Хангерфорда, и Кэтри Певерелл
    - сэр Уильям Кортни из Паудерхема (ок. 1400—1485), шериф Девона; жена: с ок. 1450 Маргарет Бонвилл, дочь сэра Джона Бонвилла, 1-го лорда Бонвилла, и Маргарет Мерриет
      - сэр Уильям Кортни из Паудерхема (ум. 1512); жена: Сисели Чени, дочь сэра Джона Чени из Ринкурта
        - сэр Уильям Кортни Великий из Паудерхема (ум. 24 ноября 1535); 1-я жена: Маргарет Эдкоумб, дочь сэра Ричарда Эдкоумба и Джоан Тремейн; 2-я жена: Мэри Гейнсфорд, дочь сэра Джона Гейнсфорда и Энн Хаут
          - (от 1-го брака) Джордж Кортни; жена: Кэтрин Сент-Лижье, дочь сэра Джорджа Сент-Лижье и Энн Кневет
            - сэр Уильям Кортни из Паудерхема (ок. 1529 — 18 августа 1557), 2-й граф Девон (де-юре) с 1556, член парламента от Девона; жена: с 28 ноября 1545 Элизабет Поулет (ум. 4 ноября 1576), дочь Джона Поулета, 2-го маркиза Вустера
              - сэр Уильям Кортни из Паудерхема (1543 — 24 июня 1630), 3-й граф Девон (де-юре) с 1557, шериф Девона 1579—1580, член парламента от Девона; 1-я жена: с 18 января 1572/1573 Элизабет Меннерс, дочь Генри Меннерса, 2-го графа Рэтленда, и Маргарет Невилл; 2-я жена: Элизабет Сайденхем (ум. 9 июня 1598), дочь сэра Джорджа Сайденхема и Элизабет Хелс, вдова сэра Фрэнсиса Дрейка; 3-я жена: Джейн Хилл, дочь Роберта Хилла из Ярда
                - (от 1-го брака) Фрэнсис Кортни из Паудерхема (ок. 1576 — 3 июня 1638), 4-й граф Девон (де-юре) с 1630, член парламента от Девона; 1-я жена: с 7 ноября 1606 Мэри Поул, дочь сэра Уильяма Поула из Колкомба и Мэри Периам; 2-я жена: Элизабет Сеймур (ум. 3 сентября 1669), дочь сэра Эдварда Сеймура, 2-го баронета Сеймура из Берри Поумрой, и Дороти Киллегрю
                  - Уильям Кортни (7 сентября 1628 — 4 августа 1702), 1-й баронет Кортни из Паудерхема с 1644/1645, 5-й граф Девон (де-юре) с 1638, шериф Девона 1664—1665, член парламента от Девона; жена: Маргарет Уэллер (ум. около января 1693/1694), дочь сэра Уильяма Уэллера и Джейн Рейнелл

                  - Фрэнсис Кортни; жена: Ребекка Уэбб, дочь Уильяма Уэбба из Титпита
                  - Эдвард Кортни
                  - Джеймс Кортни

                - (от 1-го брака) Томас Кортни; жена: Элинора Бриртон, дочь Томаса Бриртона из Ярда
                  - Джейн Кортни (ок. 1609 — ?)
                  - Джордж Кортни (ок. 1611 — ?); жена: Мэри Менфилд, дочь сэра Эдварда Менфилда
                    - Мэри Кортни (1646/1647 — ?)

                - (от 1-го брака) Джордж Кортни (1580/1585 — ?), 1-й баронет Кортни из Ньюкасла с 1621/1622; жена: ранее 1616 Кэтрин Беркли, дочь Фрэнсиса Беркли из Аскетона
                  - Уильям Кортни (ок. 1616 — ок. 1651), 1-й баронет Кортни из Ньюкасла
                  - Фрэнсис Кортни (ок. 1617 — ?)
                  - Морис Кортни (ок. 1618 — ?)

                - (от 1-го брака) Бриджет Кортни; муж: сэр Джон Файтес из Файтесфорда
                - (от 1-го брака) Элизабет Кортни; муж: с 1600 сэр Уильям Рей (ум. июнь 1636), 1-й баронет Требич, шериф Корнуэлла
                - (от 1-го брака) сэр Уильям Кортни (ум. 1603)
                - (от 1-го брака) Джон Кортни
                - (от 1-го брака) Александр Кортни
                - (от 1-го брака) Эдвард Кортни

          - (от 1-го брака) сын
          - (от 1-го брака) сын
          - (от 1-го брака) сын
          - (от 1-го брака) дочь
          - (от 2-го брака) Джеймс Кортни; жена: Энн Бассет, дочь сэра Джона Бассета из Техиди и Элизабет Денис
          - (от 2-го брака) Гертруда Кортни (ум. апрель 1566); муж: сэр Джон Чичестер из Рэшли (ум. сентябрь 1569), шериф Девоншира
          - (от 2-го брака) Маргарет Кортни; муж: Томас Денверс из Дентси
          - (от 2-го брака) дочь; муж: Томас Джиббс

      - Эдвард Кортни; жена: Элис Уоттон, дочь Джона Уоттона
        - Ветвь Кортни из Лэнрейка

      - Элизабет Кортни; муж: сэр Джон Роджерс

    - сэр Филипп Кортни из Молланда; жена: N Хингестон, дочь Роберта Хингестона
      - Ветвь Кортни из Молланда

    - сэр Эдмунд Кортни из Сент-Леннардса; жена: Джейн Девиок, наследница Девикока
      - Ветвь Кортни из Пенкевелла

    - Хамфри Кортни
      - Дочь; муж: Томас Кэрью

    - Питер Кортни (ум. 1492), епископ Эксетера 1478—1487, епископ Уинчестера с 1487
    - сэр Уолтер Кортни
    - сэр Джон Кортни
- сэр Уильям де Куртене (ум. 1419)
- Агнесса де Куртене; муж: сэр Отто Чамперноун
- Маргарет де Куртене; муж: сэр Роберт Кэрю из Кокингтона (ум. до 1435)

### Кортни из Молланда
сэр Филипп Кортни из Молланда; жена: N Хингестон, дочь Роберта Хингестона
- сэр Джон Кортни из Молланда; жена: Джоан Брайл
  - Филипп Кортни из Молланда; жена: Дороти
  - Джон Кортни из Молланда; жена: N Чичестер
    - Хью Кортни из Молланда; жена: Элизабет Стефенс, дочь Ричарда Стефенса из Молланда
      - Роберт Кортни из Молланда; жена: Дороти Калмади, дочь Филиппа Калмади из Молланда
        - Элизабет Кортни; муж: Сэмюэл Эллистоун
        - Хью Кортни (ок. 1602 — ?)
        - Филипп Кортни
        - Джон Кортни
        - Агнес Кортни
        - Джейн Кортни
        - Сьюзен Кортни
        - Дороти Кортни
        - Энн Кортни

      - Питер Кортни
      - Элизабет Кортни; муж: Эдвард Холл из Таутона
- сэр Филипп Кортни из Лоутора; жена: Джоан Фоунвилл, дочь сэра Джона Фоунвилла из Фоунвиллскомба
  - Элизабет Кортни; муж: с 25 октября 1523 сэр Уильям Строуд из Ньюнхема (1504 — ?)
- Элизабет Кортни; муж: Эдвард Кортни (умер 28 мая 1509), 1-й граф Девон
- Маргарет Кортни; муж: сэр Джон Чемперноун из Модбери

### Кортни из Пенкевелла
сэр Эдмунд Кортни из Сент-Леннардса; жена: Джейн Девиок, наследница Девикока
- Ричард Кортни из Лестихела; жена: Джейн Боскавен, дочь Хью Боаскавена
  - Уильям Кортни из Девиока; жена: Элизабет Воуермен
    - Джордж Кортни из Пенкевелла (ум. после 1620); жена: Констанс Трененс, дочь Томаса Трененса
      - Питер Кортни из Пенкевелла (ок. 1584 — ?); жена: Эми Трехейн, дочь Джоне Трехейна
        - Уильям Кортни (ок. 1612 — ?)
        - Джейн Кортни

      - Лоувдей Кортни; муж: Уильям Эвери
      - Констанс Кортни; муж: Кристофер Хэтч
      - Мэри Кортни; муж: Эдвард Кистл
      - Хью Кортни
      - Френсис Кортни
      - Литтлтон Кортни

    - Джоан Кортни; муж: Томас Роусуоррен
    - Дороти Кортни

  - Джон Кортни из Ланевета

### Кортни из Тремюра
Ричард Кортни; 1-я жена: Мод Мичелл, дочь Джона Мичела из Сент-Колана; 2-я жена: Джейн Боскавен, дочь Джона Боскавена
- (от 1-го брака) Лоуренс Кортни
- (от 2-го брака) Уильям Кортни
- (от 2-го брака) Джон Кортни из Тремюра; жена: Элизабет Тренгоув, дочь Ричарда Тренгоува
  - Ричард Кортни из Тремюра; жена: Томазина Кендалл, дочь Николаса Кендалла
    - Уильям Кортни из Тремюра; жена: Джейн Бассет, дочь Джеймса Бассета из Техиди
    - Лоудей Кортни; муж: Уильям Пейнтер
    - Томазина Кортни; муж: Питер Кортни
    - Джоан Кортни; муж: Кристофер Спрей из Бедмена

  - Генри Кортни; жена: N Джилес из Кента
    - Френсис Кортни из Ланевета (ум. после 1620); жена: Кэтрин Лоуэр, дочь Эдварда Лоуэра
      - Генри Кортни (ок. 1618 — ?)
      - Френсис Кортни

    - Джордж Кортни

  - Джордж Кортни
  - Джейн Кортни
  - Элис Кортни
- (от 2-го брака) Элис Кортни; муж: Уильям Пейнтер

### Кортни из Лэнрейка
Эдвард Кортни; жена: Элис Уоттон, дочь Джона Уоттона
- Эдвард Кортни из Лэнрейка; жена: Маргарет Тредерфф (ум. 1556), дочь Томаса Тредерфа
  - Питер Кортни из Лэнрейка; жена: Кэтрин Рескимер, дочь Уильяма Рескимера
    - Уильям Кортни; жена: Дуглас Джорджес, дочь Тристама Джорджеса из Батшида и Элизабет Коул
    - Эдвард Кортни; жена: Элизабет Джорджес, дочь Тристама Джорджеса из Батшида и Элизабет Коул
      - Питер Кортни (ок. 1616 — ?); жена: с 1638 Элис Рэшли, дочь Джонатана Рэшли
        - Элис Кортни; муж: с 1666 Хамфри Кортни (ок. 1641—1690)

      - Эдвард Кортни (ок. 1618/1619 — ?)

    - Питер Кортни; жена: Томазина Кортни, дочь Ричард Кортни из Тремюра и Томазины Кендалл
    - Джон Кортни
    - Рескимер Кортни из Пробуса; жена: Дульсибелла Хил, дочь Томаса Хила из Флита